# Худавердян, Тигран Оганесович
Тигран Оганесович Худавердян (род. 28 декабря 1981, Ереван, Армения) —  российский предприниматель.
С 2022 года, из-за вторжения России на Украину, против Худавердяна введены персональные санкции: Евросоюза, США, Великобритании и другими странами.

## Образование
Учился в колледже им. Анания Ширакаци в Ереване по физико-математическому профилю.
В 2004 году окончил физический факультет в МГУ.

## Карьера
Тигран Худавердян пришёл в «Яндекс» в апреле 2006 года в качестве менеджера проектов. Отвечал за разработку и поддержку единой аутентификации пользователей на всех сервисах «Яндекса». В 2008 году возглавил направление разработки мобильных и десктопных приложений. Под его руководством компания запустила несколько успешных продуктов, таких как «Яндекс.Браузер» и «Яндекс.Навигатор».
В конце 2010 года Худавердян начал развивать новый сервис — «Яндекс.Такси». С этой идеей к нему пришёл Лев Волож, сын сооснователя «Яндекса» Аркадия Воложа. В сентябре 2015 года «Яндекс.Такси» был выделен в отдельную компанию, и Тигран стал её генеральным директором. С 2018 года он возглавил объединенную компанию MLU B.V. — совместное предприятие «Яндекса» и Uber в России.
В 2019 году занял пост управляющего директора группы компаний «Яндекса» и вошёл в совет директоров. Место Худавердяна в «Яндекс.Такси» занял Даниил Шулейко.
В 2019 году Худавердян вошёл в совет директоров Фонда общественных интересов, созданного в рамках новой структуры корпоративного управления. В этом же году Худавердян был признан бизнесменом года по версии журнала GQ.
В 2020 году при руководстве Тиграна Худавердяна 100% «Яндекс.Маркета» вновь стали принадлежать «Яндексу». Также «Яндекс» впервые обнародовал свои внутренние принципы работы.
Тогда же «Яндекс» представил ежегодную конференцию «Yet another Conference» в формате фильма-интервью с руководителями разных сервисов, который строится вокруг беседы Тиграна Худавердяна и журналиста Алексея Пивоварова.
В интервью на YaC Худавердян делает ставку на технологии: компания внедрила новый алгоритм поиска на основе нейросетей, а рост количества заказов на доставку предлагает решить при помощи робота-курьера «Ровера».

## Международные санкции
15 марта 2022 года Худавердян стал генеральным директором Яндекса. Вечером этого же дня он был внесён в санкционный список Евросоюза в рамках чётвертого пакета санкций, принятого в связи с военным вторжением на Украину.

Тигран Худавердян является исполнительным директором "Яндекса"... Бывший руководитель новостного отдела "Яндекса" обвинил компанию в том, что она является "ключевым элементом в сокрытии информации" от россиян о войне в Украине. Более того, компания предупреждала российских пользователей, ищущих новости об Украине в ее поисковой системе, о недостоверной информации в интернете, после того, как российское правительство угрожало российским СМИ... Кроме того, он является одним из ведущих бизнесменов, участвующих в экономических секторах, обеспечивающих существенный источник дохода для правительства Российской Федерации, которое несет ответственность за аннексию Крыма и дестабилизацию Украины.
— «Официальный журнал Европейского союза», Брюссель, 15 марта 2022 года
После введения санкций Евросоюза Худавердян  покинул пост заместителя генерального директора и Совет Директоров «Yandex N.V».
15 марта 2022 года попал под санкции Великобритании так как он был вовлечен в получение выгоды или поддержку правительства России в качестве директора компании, ведущей бизнес в секторе, имеющем стратегическое значение для правительства России
8 июля 2022 года был включен в санкционный список Канады «российских агентов дезинформации» которые несут ответственность за создание условий и поддержку неспровоцированного и неоправданного вторжения России в Украину.
По аналогичным основаниям, после нападения России на Украину, был включён в санкционные списки Швейцарии, Австралии, Украины и Новой Зеландии.
В августе 2022 года стало известно о том, что Худавердян подал иск в Европейский суд в Люксембурге с требованием отменить введенные против него санкции. В ноябре 2023 года подал апелляцию на отказ в снятии санкций ЕС.

## Личная жизнь
Женат, пятеро сыновей.
Худавердян увлекается фотографией — портретной и пейзажной съёмкой, снимает видео при помощи дрона.